# Церковь Святой Елисаветы (Белёв)
Церковь Святой Елисаветы во Вдовьем доме — домовая церковь в городе Белёве Тульской области, устроенная в доме престарелых для женщин — Вдовьем доме. Сохранившееся здание которой ныне (2018) не принадлежит Русской православной церкви.

## Описание
Кирпичный дом белёвских купцов Дорофеевых был построен в конце XVIII столетия. В этом доме 16 мая 1826 года внезапно умерла супруга императора Александра I Елизавета Алексеевна. Она всегда останавливалась здесь, бывая проездом. После её смерти правительство выкупило этот дом и здесь была устроена богадельня для проживания престарелых вдов разных сословий, которая стала называться «Вдовьим домом». В просторечии его называли «Дворцом». Открытие состоялось в 1827 году. В том же году в нём была устроена и освящена церковь во имя святой и праведной Елисаветы — матери Иоанна Предтечи, «соименной в бозе почившей Государыни». Иконостас был взят из походной церкви императора Александра I, иконы написаны профессором живописцем В. К. Шебуевым. Во дворе дома в металлическом ящике были захоронены внутренние органы умершей Елисаветы после бальзамирования её тела. Церковь являлась безприходной. Закрыта после Октябрьской революции. Ныне здание занято отделением УФМС Белёвского района.